# Transzmutáció (kémia)
A transzmutáció az egyik elemből a másikba való alakításának, alakulásának az elnevezése. 
A kémiai elemek transzmutációja három módon lehetséges:
- Magreakciók által, amikor két atommag összeütközik, és ennek eredményeképp új atommagokat kapunk.
- Természetes transzmutáció a radioaktív bomlás, mely során radioaktív elemek alakulnak át más, stabil elemekké
- Mesterséges transzmutáció részecskegyorsító, tokamak berendezések segítségével.

## Alkímia
A transzmutáció az alkímiában egy olyan eljárás, mely során egy közönséges anyagot a bölcsek köve segítségével arannyá vagy más nemes fémmé változtatnak át. Tudományos megalapozottsága nincs, az elemek ilyen módú átalakítására nincs lehetőség.
A nyugati alkímia (hermetika) filozófiai rendszerében a fémek transzmutációja és a bölcsek köve néha az alkimisták belső szellemi transzmutációjának is a jelképe. Így egyes vallási nézetekben a transzmutáció bizonyos értelemben örökké ható folyamat.

## Transzmutáció a modern atomfizikában
1901-ben Ernest Rutherford és Frederick Soddy felfedezte, hogy a radioaktivitás alapvető változást idéz elő az anyag szerkezetében. Soddy, aki szabad idejében behatóan tanulmányozta az alkímiát, rögtön felismerte, hogy itt ugyanarról van szó, amire az alkimisták ősidők óta törekedtek, ti. hogy megtaláljak a bölcsek kövét és megváltoztassák az anyag szerkezetét. Soddy szerint amikor felfedezték, hogy a radioaktív tórium önmagától rádiummá bomlik le, ő így kiáltott fel: "Rutherford, hiszen ez transzmutáció". Rutherford ellenkezésével szemben a fogalom meghonosodott az anyagok radioaktív bomlásának megnevezésére. Amikor felfedezték, hogy a radioaktivitás egyfajta rejtett energiát jelent az atomon belül, egyesek azt vallották, hogy a radioaktív bomlás a végső bölcsek köve, amikor egy utópisztikus világban a városokat olcsó nukleáris energia működteti.